# Storsjöyran

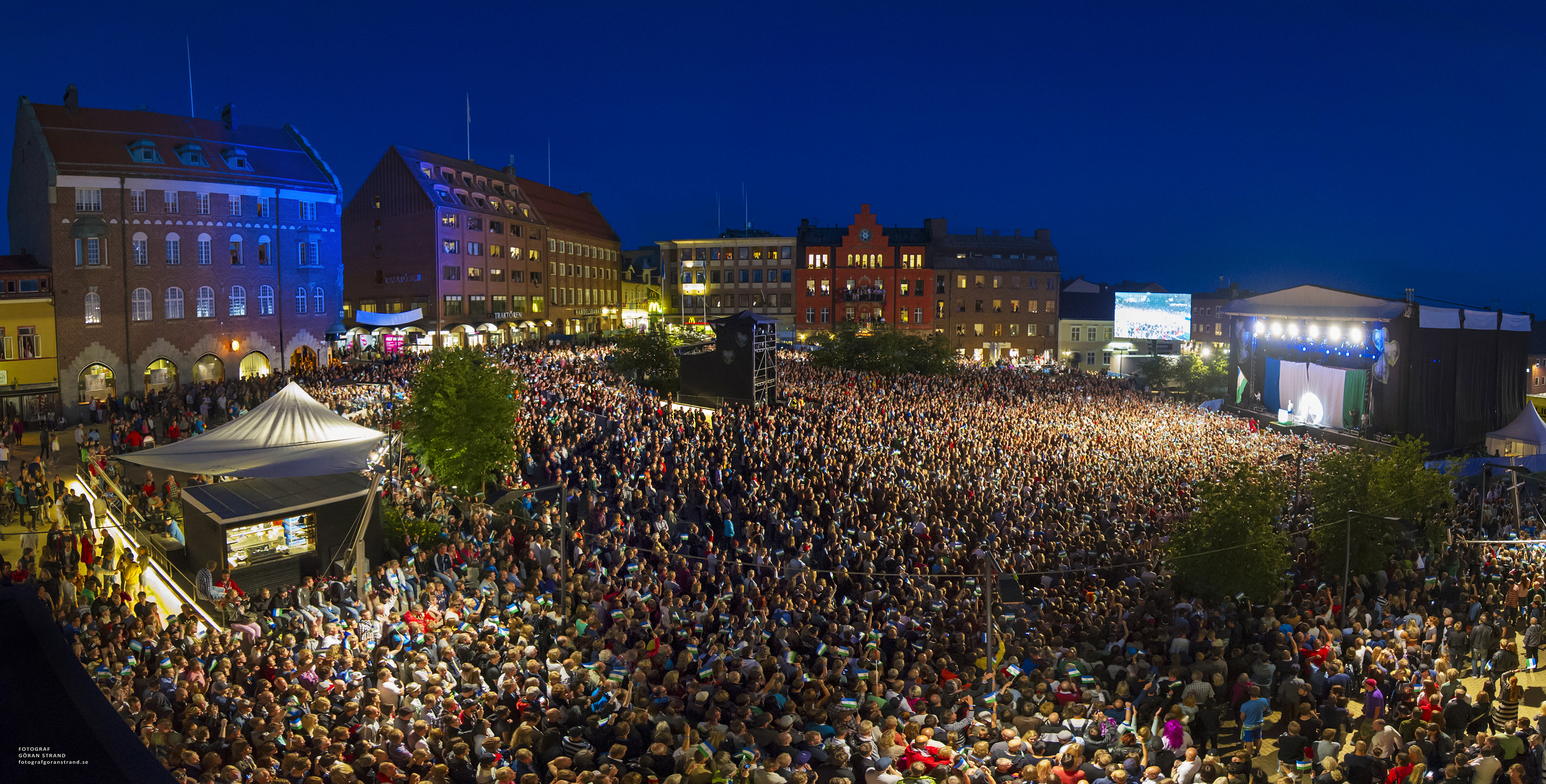
Storsjöyran (2013)

Storsjöyran, kurz Yran, ist Schwedens ältestes Stadtfest. Es findet seit den 1960ern im jämtländischen Östersund statt. Es ist heute mit rund 55.000 zahlenden Besuchern und insgesamt 300.000 Besuchern während der 10 Tage dauernden Veranstaltung eines der größten Musikfestivals in Skandinavien.
Bisher traten unter anderem folgende international erfolgreiche Bands und Musiker beim Storsjöyran auf:
- Bryan Adams
- The Pretenders
- Melanie C
- Pulp
- Iggy Pop
- Suede
- All Saints
- The Corrs
- The Darkness
- Motörhead
- B.B. King
- Texas
- Inner Circle
- Skunk Anansie
- Pet Shop Boys